# 38e régiment d’infanterie

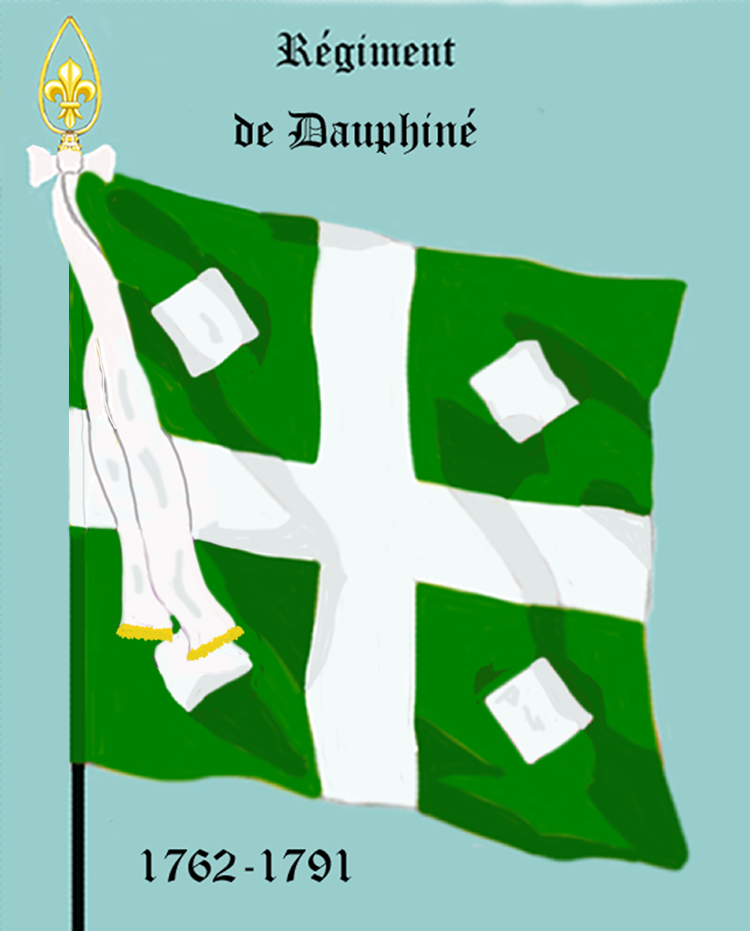
Regimentsfahne von Dauphiné und aller Vorgänger bis 1791

Das 38e régiment d’infanterie (38e RI) war ein Verband der französischen Infanterie. Das Regiment nahm seit seiner Aufstellung an allen Kriegen mit französischer Beteiligung bis zum Zweiten Weltkrieg teil. Es existiert heute nicht mehr.
Vor der Einführung der Nummerierung der Regimenter am 1. Januar 1791 führte es in der königlich französischen Armee zuletzt den Namen Régiment de Dauphiné. Ein  Regiment dieses Namens existierte bereits von 1684 bis 1749.

## Aufstellung und signifikante Änderungen
- 26. Oktober 1629: Aufstellung als Régiment de Nettancourt
- 18. Dezember 1652: Umbenennung in Régiment de Dampierre
- 1689: Umbenennung in Régiment de Chappes
- 1690: Umbenennung in Régiment d’Humières
- 1702: Umbenennung in Régiment de Charost
- 2. April 1712: Umbenennung in Régiment de Saillant
- 1732: Umbenennung in Régiment d’Estaing
- 1734: Umbenennung in Régiment de Noailles
- 29. Juni 1744: Umbenennung in Régiment de Custine
- 1749: Umbenennung in Régiment de Saint-Chamond
- 1762: Umbenennung in Régiment de Rosen
- 10. Dezember 1762: Umbenennung in Régiment de Dauphiné, nach der Provinz Dauphiné
- 1. Januar 1791: Umbenennung in 38e régiment d’infanterie de ligne

Premier amalgame
- 1794: Das 2. Bataillon wurde zur Aufstellung der „76e demi-brigade de bataille“ verwendet.
- 19. Juni 1795: Das 1. Bataillon wurde zur Aufstellung der „75e demi-brigade de bataille“ verwendet.
- 1803/04: Als die Demi-brigades wieder in Regimenter umgewandelt wurden, wurde das 38e RI nicht wieder errichtet. Während der Zeit des Konsulats und des Ersten Kaiserreichs war es in den französischen Regimentslisten als „vacant“ geführt.
- 1814: Im Zuge der Ersten Restauration wurde das bestehende 40e RI in 38e RI umbenannt.

Damit war 1794 die Geschichte des Regiments bis 1828 unterbrochen, auch wenn die französische Armee diese zunächst für die beiden de facto weiterbestehenden Bataillone bis 1804 fortführte, weswegen auch einige Schlachten der Koalitionskriege auf der letzten Regimentsfahne aufgeführt sind.
- 1815: Während der Herrschaft der Hundert Tage erhielt es die Nummer 40 zurück.
- 1828: Wiederaufstellung als 38e régiment d’infanterie de ligne
- 1940: Auflösung
- 1944: Wiederaufstellung
- 1945: Auflösung
- 1963: Wiederaufstellung
- 1966: endgültige Auflösung

## Mestres de camp/Colonels
Mestre de camp war von 1569 bis 1661 und von 1730 bis 1780 die Rangbezeichnung für den Regimentsinhaber und/oder für den mit der Führung des Regiments beauftragten Offizier. Die Bezeichnung „Colonel“ wurde von 1721 bis 1730, von 1791 bis 1793 und ab 1803 geführt. 
Nach 1791 gab es keine Regimentsinhaber mehr.
Sollte es sich bei dem Mestre de camp/Colonel um eine Person des Hochadels handeln, die an der Führung des Regiments kein Interesse hatte, so wurde das Kommando dem „Mestre de camp lieutenant“ (oder „Mestre de camp en second“) respektive dem Colonel-lieutenant oder Colonel en second überlassen. 
- 26. Oktober 1629: Louis II, marquis de Nettancourt
- 1638: Nettancourt
- 18. Dezember 1652: Henry Duval, comte, dann marquis de Dampierre
- 1669: Comte de Dampierre
- 12. März 1689: Louis François d’Aumont, marquis de Chappes, dann duc d’Humières
- 9. Februar 1702: Louis Joseph de Béthune, marquis, dann duc de Charost
- 1709: Duc de Charost
- 2. April 1712: Charles François, marquis de Saillant, dann comte d’Estaing
- 1734: Comte, dann duc de Noailles
- 29. Juni 1744: Marc Antoine, marquis de Custine
- 1749: Marquis de Saint-Chamond
- 1762: Comte de Rosen
- 1770: Vicomte de Pons
- 1788: Charles-Laure de Mac-Mahon
- August 1791: Colonel Lagardiolle

[…]
- 1870: Colonel Minot
- 25. November 1870–13. Dezember 1870: Colonel François Auguste Logerot
- 1870: Lieutenant-colonel Courtot
- 1939: Colonel Louis Grélot

## Uniformen und Fahnen während des Ancien Régime
Das Regiment führte neun Fahnen, davon war eine die weiße Leibfahne des Colonel (Regimentsinhabers).

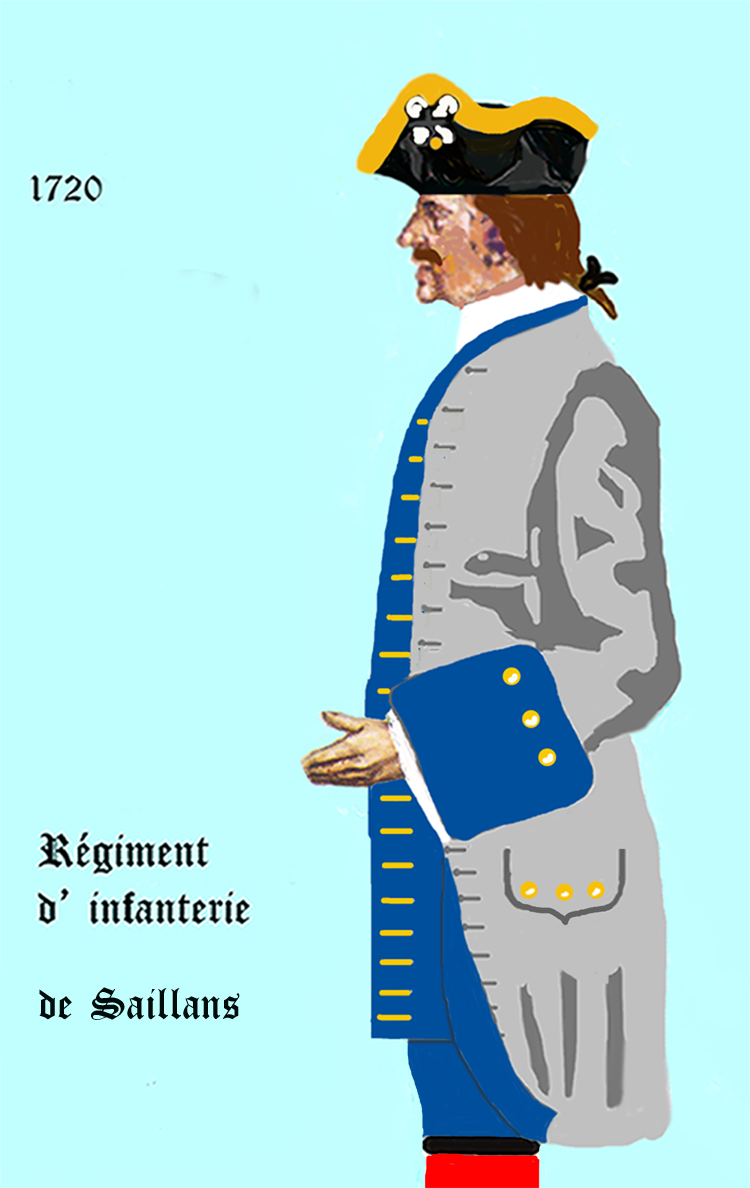
1720 bis 1734
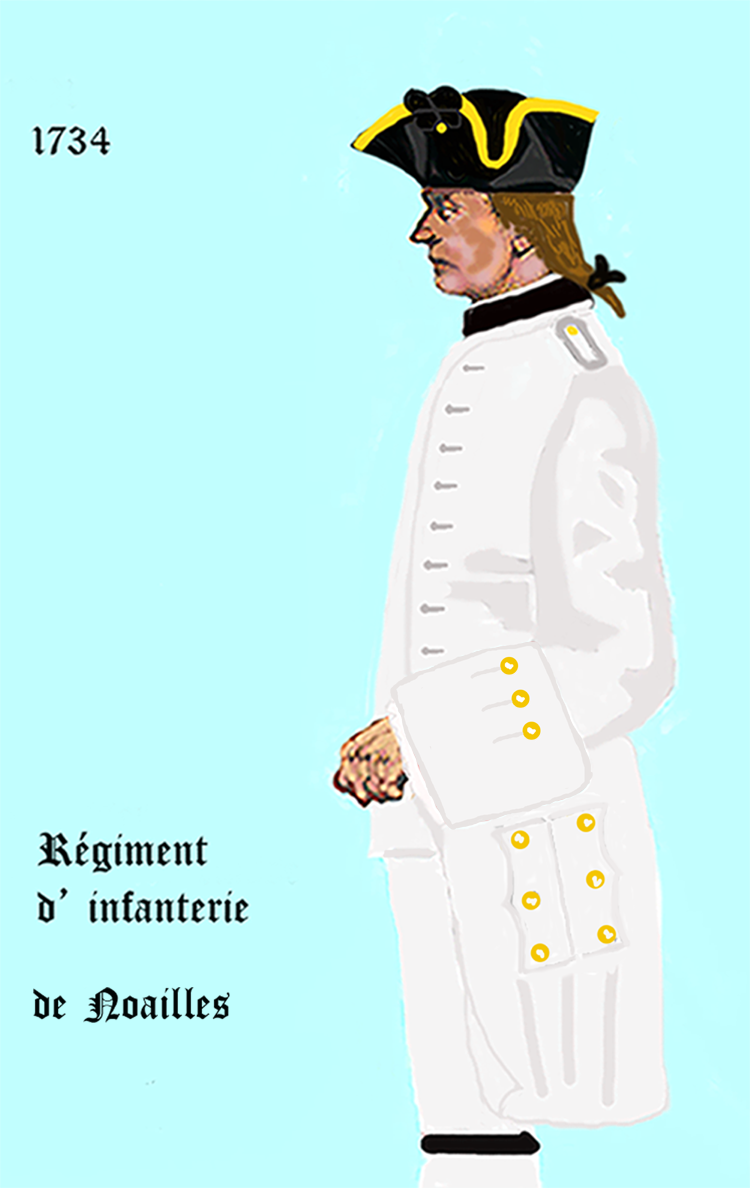
1734 bis 1762
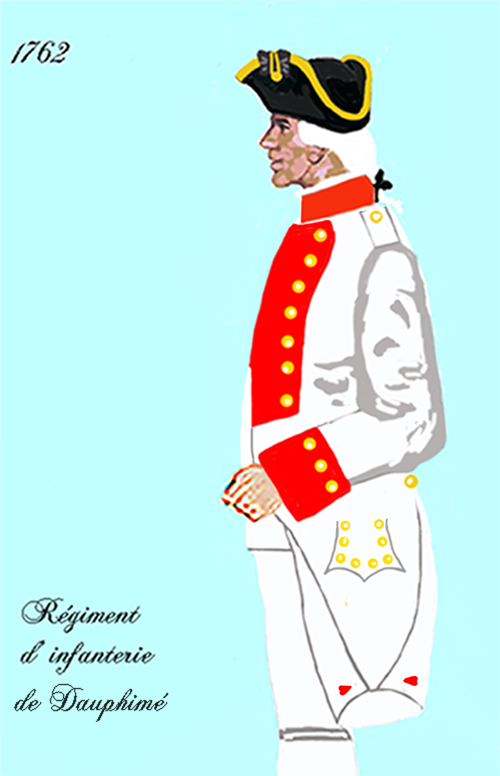
1762 bis 1776
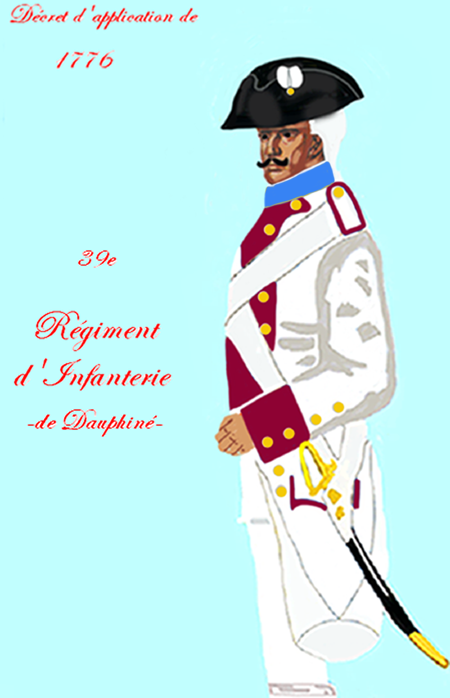
1776 bis 1779
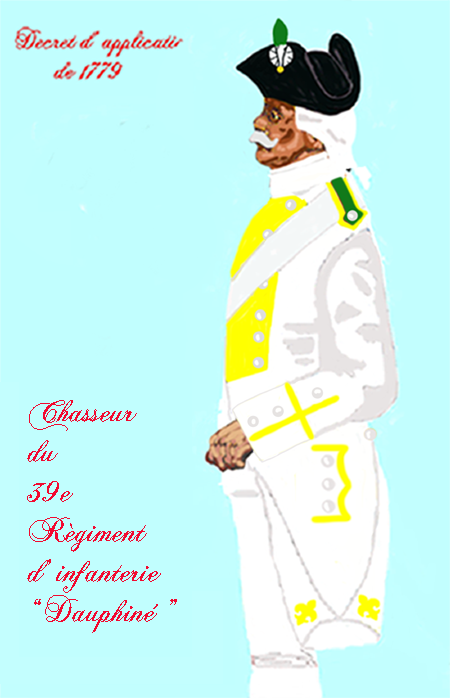
1779 bis 1791
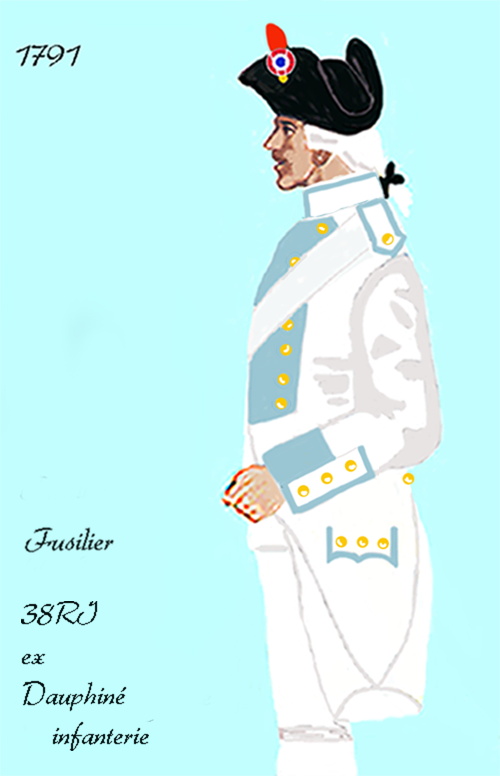
38e régiment d’infanterie

## Gefechtskalender

### Kriege, an denen das Regiment teilgenommen hat
Devolutionskrieg
Holländischer Krieg
Reunionskrieg
Pfälzischer Erbfolgekrieg
Spanischer Erbfolgekrieg
Krieg der Quadrupelallianz
Polnischer Thronfolgekrieg
Österreichischer Erbfolgekrieg
Siebenjähriger Krieg
Eroberung von Algerien
Koalitionskriege
Deutsch-Französischer Krieg
Erster Weltkrieg
Zweiter Weltkrieg

### 1815 bis 1852
- 1823: Französische Invasion in Spanien
- 1830: Mit Anordnung vom 18. September wurde ein 4. Bataillon aufgestellt und die Mannstärke des Regiments auf 3.000 gebracht.[3]
- 5. und 6. Juni 1832: Bekämpfung des Aufstandes in Paris
- 1845 bis 1850: Einsatz bei der Eroberung von Algerien, Teilnahme an der Belagerung von Zaatcha

### Zweites Kaiserreich
- Per Dekret vom 2. Mai 1859 musste das Regiment eine Kompanie an das 101e régiment d’infanterie de ligne abgeben.

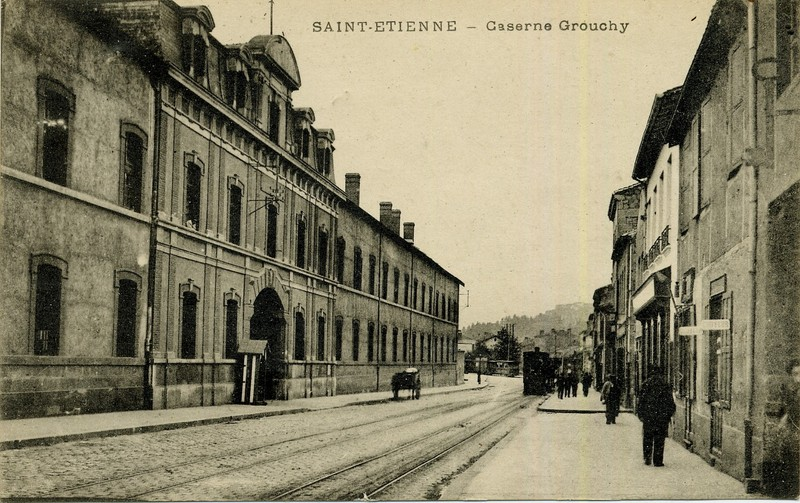
Caserne Crouchy in Saint-Étienne

### 1870 bis 1914
Deutsch-Französischer Krieg
Am 15. Oktober 1870 gehörte das Regiment zur Armée de la Loire (Loirearmee). Am 17. November kämpfte die Einheit im Gefecht bei Torçay und musste dann eine Marschkompanie zur Aufstellung des „36e régiment de marche“ (36. Marschregiment) abgeben.
Am 24. November bildeten Teile des Regiments das „29e régiment de marche“.
Zusammen mit dem „4e bataillon de chasseurs de marche“ unter Commandant Sicco, dem „1er régiment Zouaves de marche“ unter Lieutenant-colonel Chaulan, den Mobiles de la Nièvre unter Lieutenant-colonel de Bourgoing, dem „Bataillon d’infanterie de marine“ unter Commandant Laurent und einer Feldgeschützbatterie mit Canon de 4 modèle 1858 bildete das 38e RI die 1. Brigade unter dem Kommando von Général de Chabron (dann Général Minot).
Am 28. Dezember 1870 wurde das 38e RI der Armée de l’Est von Général de division Charles Denis Bourbaki zugeteilt.
- 1. Februar 1871: Gefecht bei La Cluse-et-Mijoux

- 1881: Einsatz in Tunesien

### Erster Weltkrieg
Von August 1914 bis Juni 1915 gehörte das Regiment zur 25. Infanteriedivision und vom Juni 1915 bis zum November 1918 zur 120. Infanteriedivision.
1914
August bis November: Stellungskämpfe in den Vogesen
1915
November 1914 bis November 1915: Stellungskämpfe im Abschnitt Somme−Oise bei Roye, Le Hamel und Ribécourt
1916
ab 23. Februar: Schlacht um Verdun
ab Anfang Juli: Sommeschlacht
1917
ab Jahresbeginn: Stellungskämpfe im Abschnitt Somme–Oise
Juli bis September: Stellungskämpfe vor Verdun
1918
April: Stellungskämpfe bei St. Quentin
Mai: Angriffskämpfe am Chemin des Dames
11. November: Einmarsch in Vouziers
47 Offiziere sowie 850 Unteroffiziere und Mannschaften sind während der Kampfhandlungen zwischen 1914 und 1918 gefallen oder sind an deren Auswirkungen gestorben.

### Zwischenkriegszeit
- März 1928: Zuweisung zur 25. motorisierten Infanteriedivision

### Zweiter Weltkrieg
Am 27. August 1939 bildete das Regiment, zusammen mit dem 92e régiment d’infanterie motorisée und dem „121e régiment d’infanterie motorisée“, die „5e groupe de reconnaissance de division d’infanterie motorisée“ (5. Aufklärungsgruppe der motorisierten Infanterie).
Den Winter 1939/40 verbrachte das Regiment in der Region um Brouckerque.
Im Mai 1940 befand sich die Einheit im Kessel von Lille. Aus Anlass der Kapitulation der hier eingeschlossenen Truppen wurde dem Regiment am 29. Mai vom Divisionskommandeur befohlen, die Fahne zu verbrennen, um sie nicht dem Feind in die Hände fallen zu lassen.
Am 28. Mai nahm der Lieutenant Sanglerat mit einigen seiner Männer den deutschen General Fritz Kühne (Kommandeur der 253. Infanteriedivision) kurzzeitig gefangen.
Die entkommenen Reste des Regiments kämpften in der Schlacht von Dünkirchen und trugen so zum Entkommen des britischen Expeditionskorps bei.
Einsatz bei der Rückeroberung Frankreichs 1944–1945.

### Nachkriegszeit
Nach Kriegsende 1945 wurde das Regiment aufgelöst.
Am 22. Mai wurde in einem feierlichen Aufzug vor dem Rathaus der Stadt Saint-Étienne das „38e bataillon d’infanterie“ in Dienst gestellt, jedoch bereits einige Monate später wieder aufgelöst. 1963 wurde das „38e RI“ wieder aufgestellt und 1966 wieder aufgelöst.

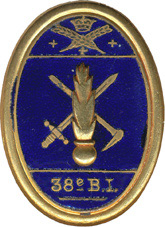
Abzeichen des nur kurze Zeit bestehenden 38e bataillon d’infanterie

## Regimentsfahnen seit der Revolution

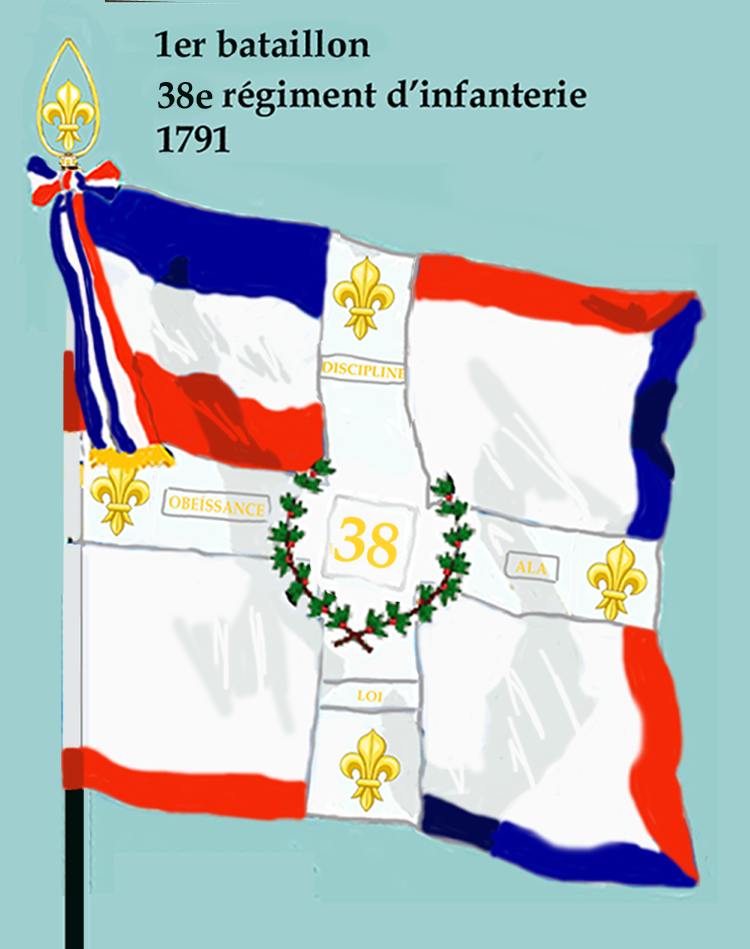
1. Bataillon 1791 bis 1793
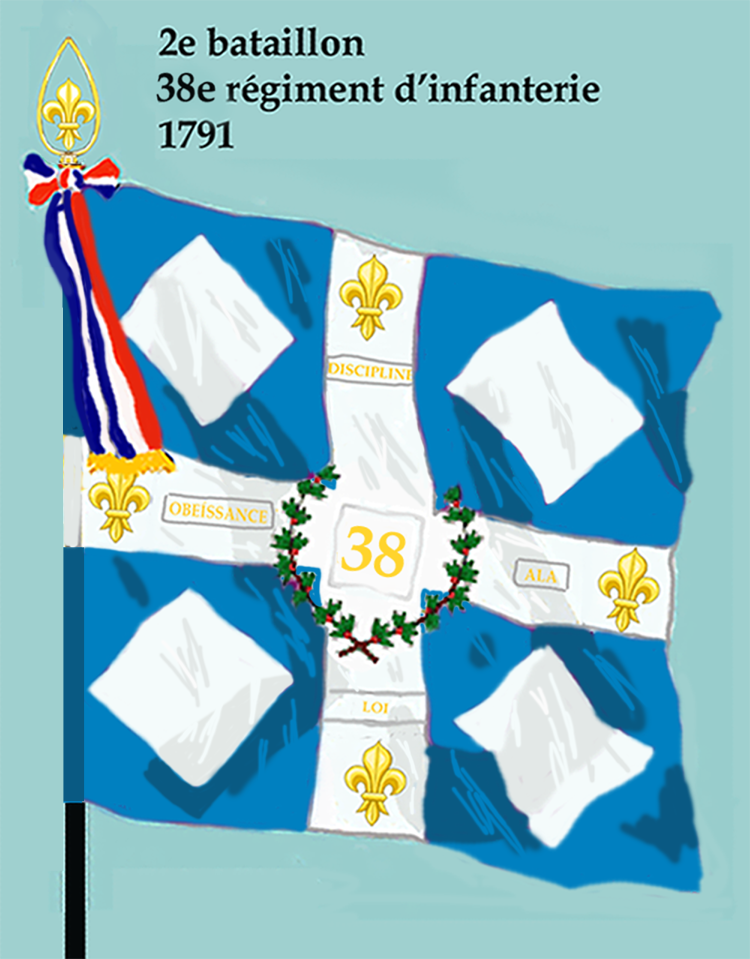
2. Bataillon 1791 bis 1793
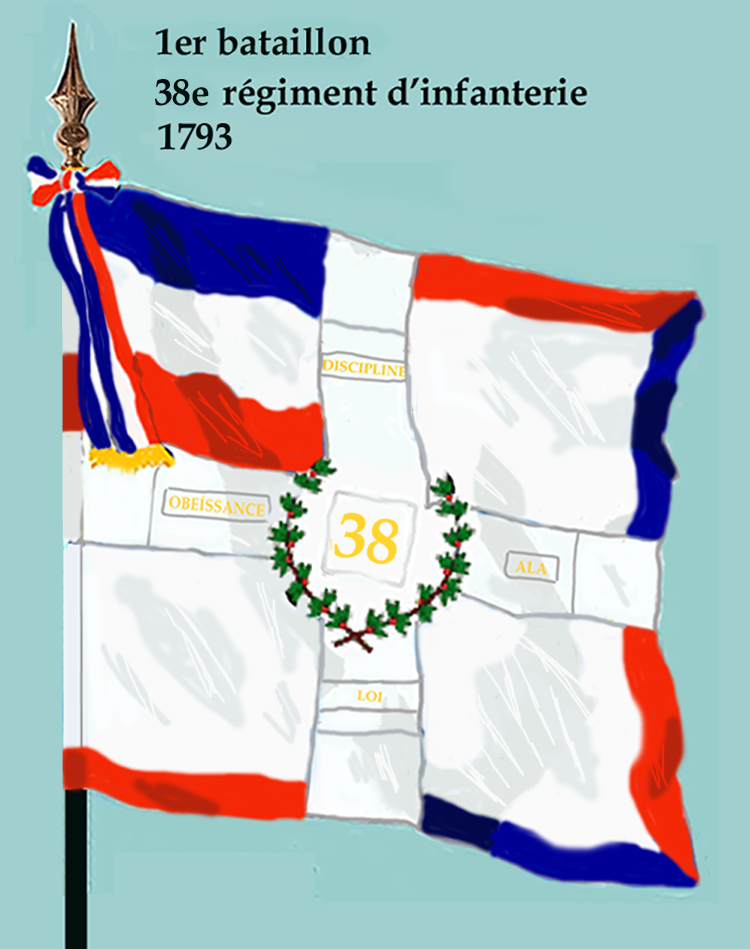
1. Bataillon 1793 bis 1794
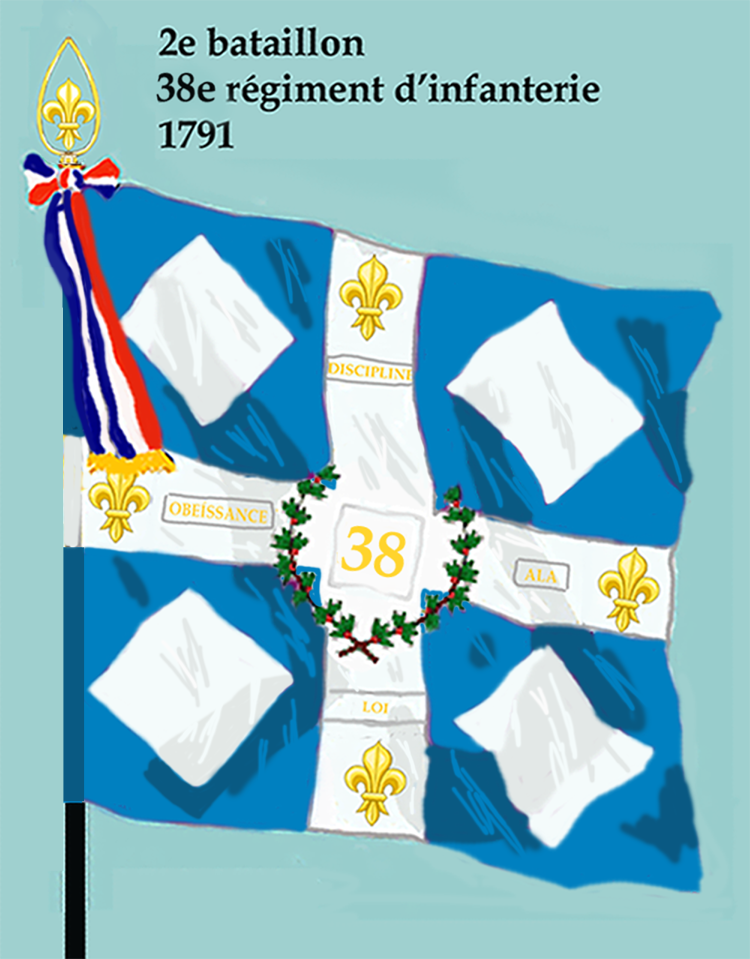
2. Bataillon 1793 bis 1794
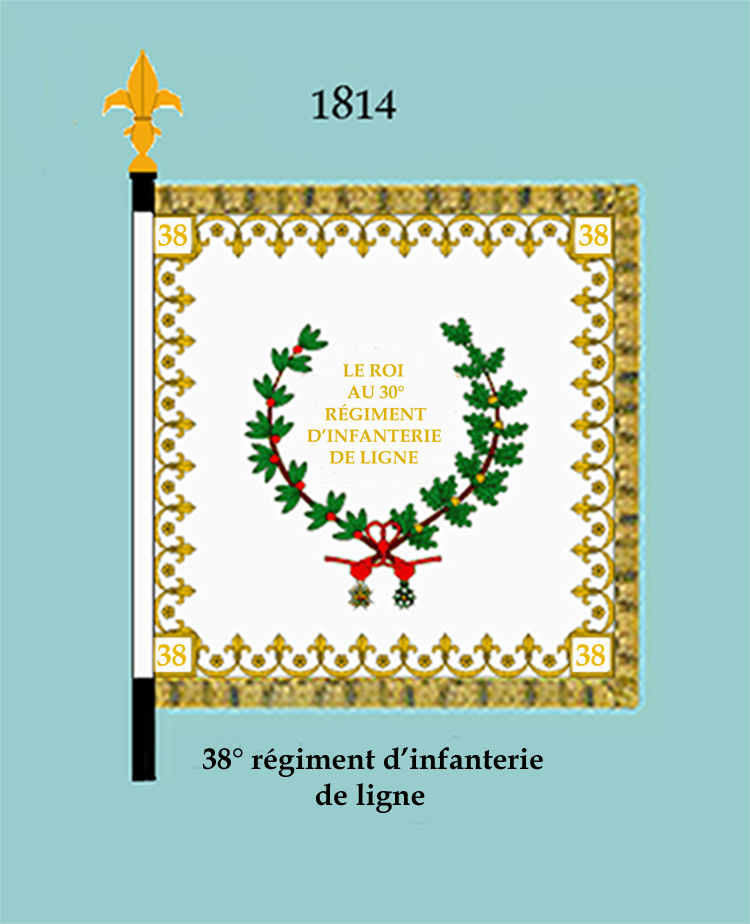
1814 Vorderseite
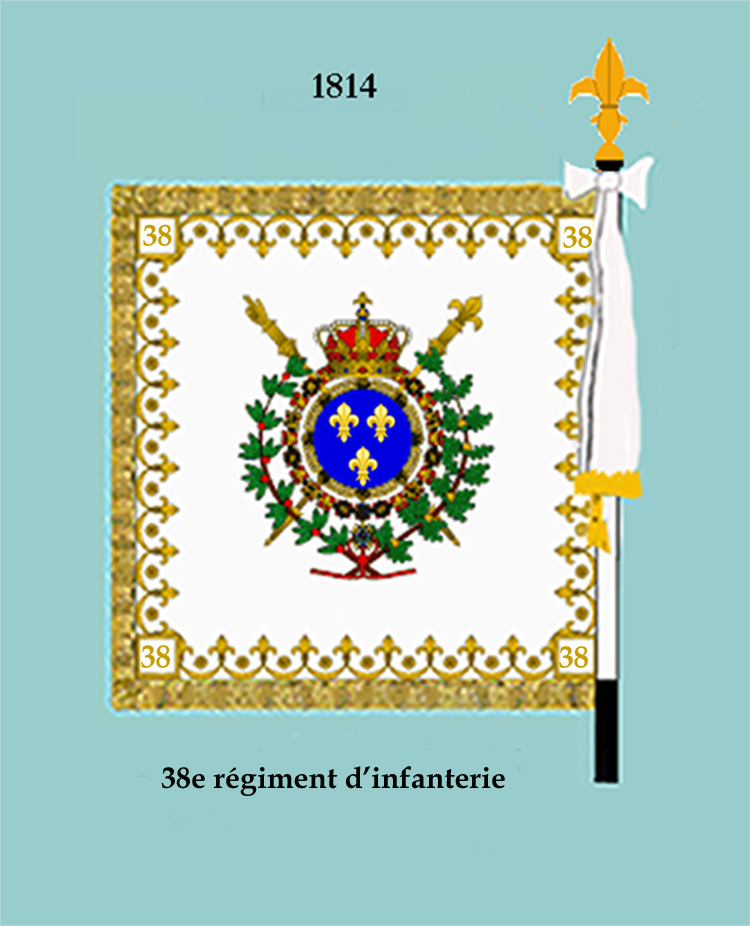
1814 Rückseite

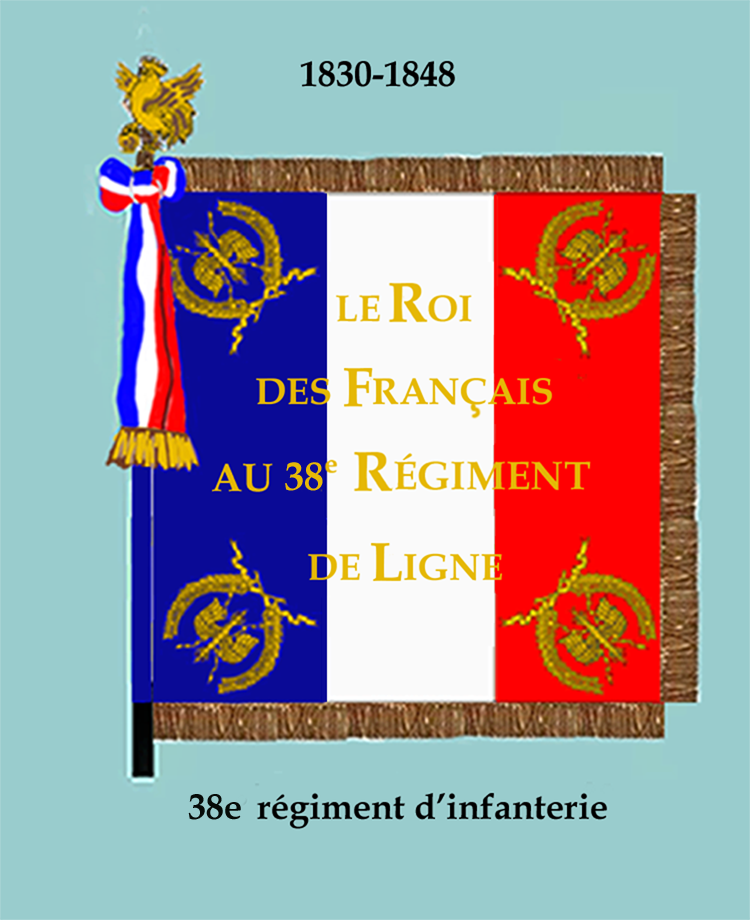
1830
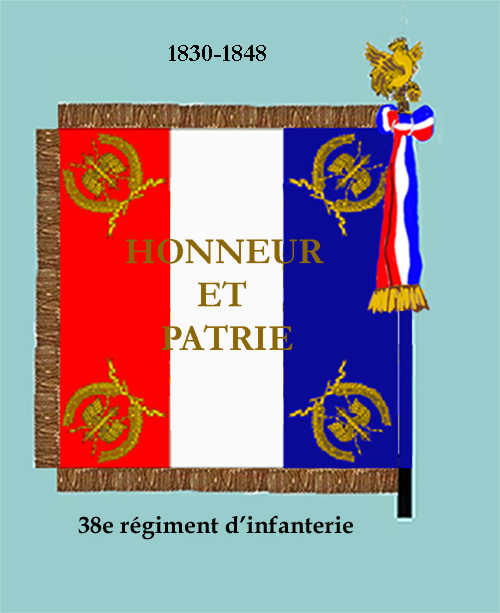
1830
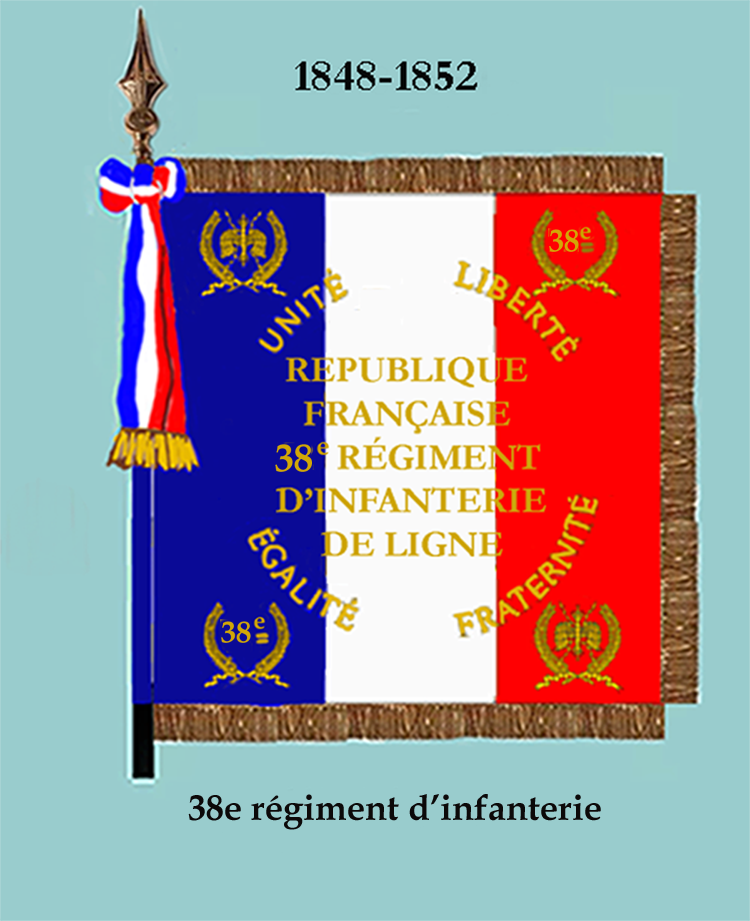
1848

Auf der Rückseite der Regimentsfahne sind (seit Napoleonischer Zeit) in goldenen Lettern die Feldzüge und Schlachten aufgeführt, an denen das Regiment ruhmvoll teilgenommen hat.

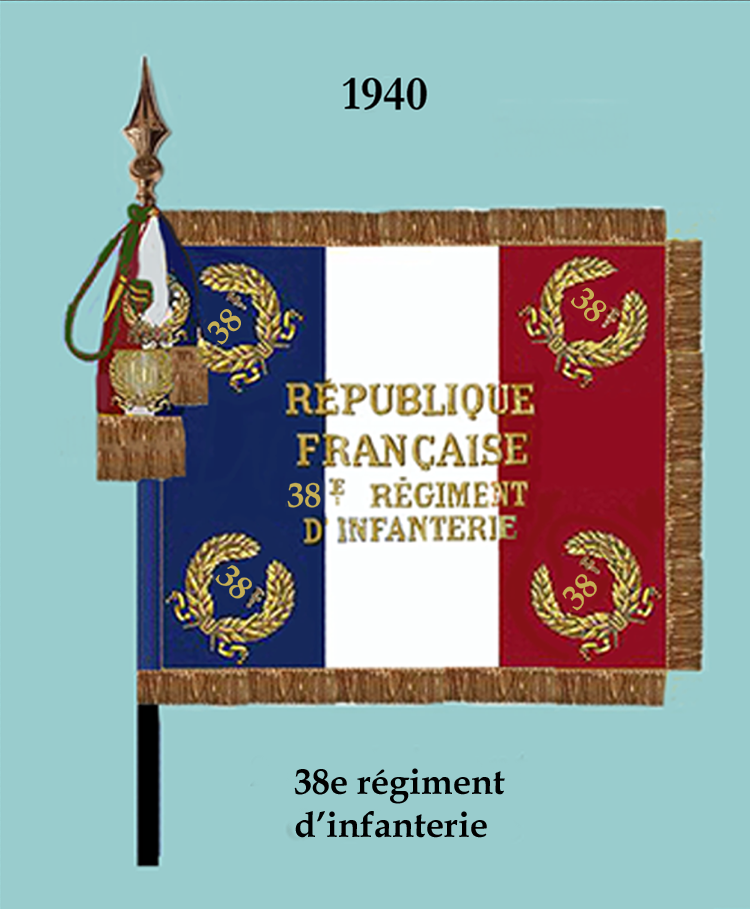
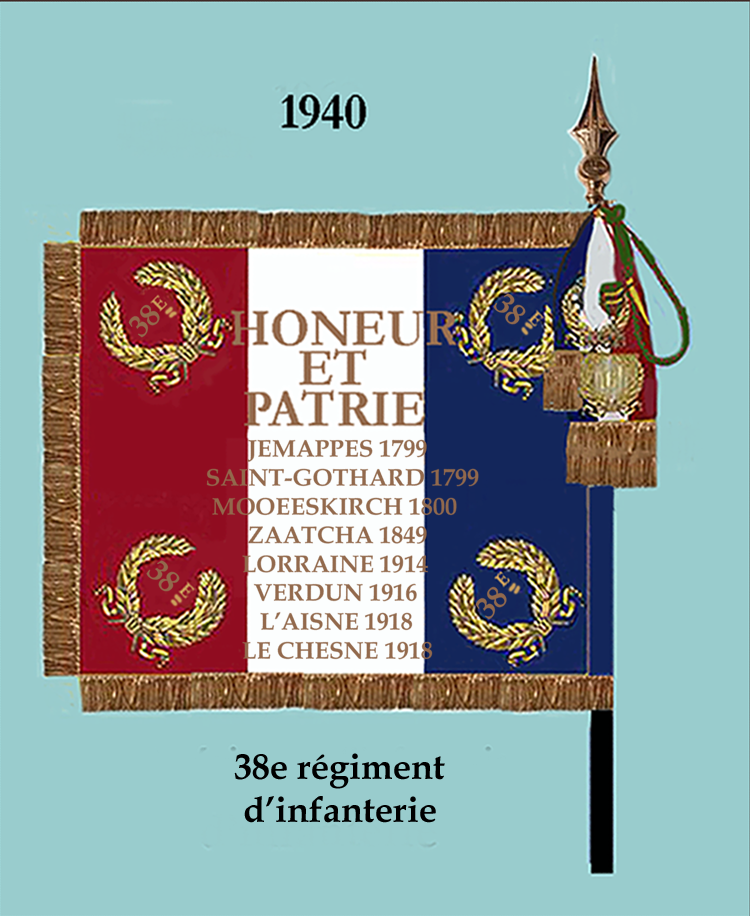

## Ehrungen
Das Fahnenband ist mit dem Croix de guerre 1914–1918 mit drei Palmenzweigen für dreimalige lobende Erwähnung im Armeebefehl, einem vergoldeten Stern für eine lobende Erwähnung im Korpsbefehl und einem silbernen Stern für eine lobende Erwähnung im Divisionsbefehl dekoriert.
Die Angehörigen des Regiments haben das Recht, die Fourragère in den Farben für mindestens sechsmalige lobende Erwähnung im Armeebefehl zu tragen.
Das Fahnenband ist weiterhin mit dem Croix de guerre 1939–1945 mit einem silbernen Stern für eine lobende Erwähnung im Korpsbefehl dekoriert.

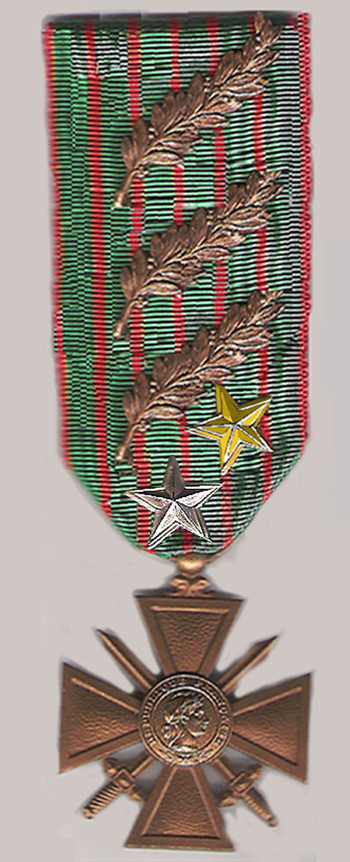
Croix de guerre 1914–1918
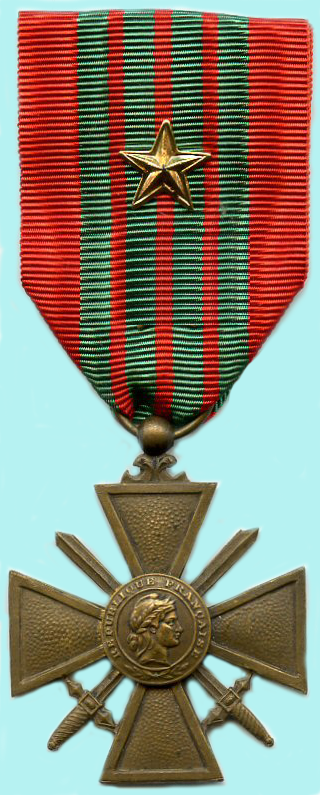
Croix de guerre 1939–1945

Insgesamt wurden 212 Angehörige des Regiments mit der Médaille militaire ausgezeichnet.